# Niwy (województwo śląskie)

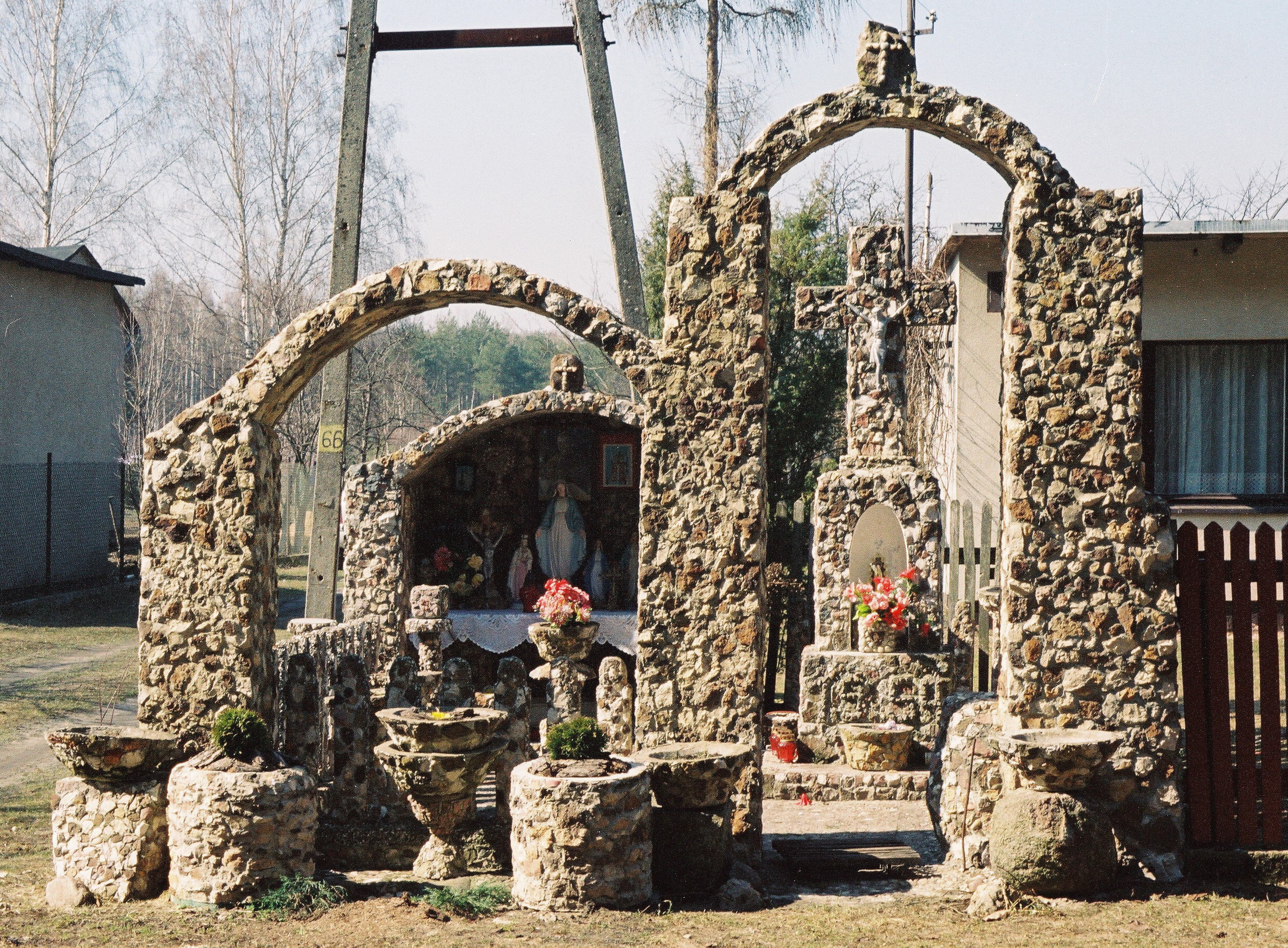
Kapliczka w Niwach

Niwy (niem. Nieven) – wieś w Polsce, położona w województwie śląskim, w powiecie lublinieckim, w północnej części gminy Woźniki.
W latach 1975–1998 miejscowość położona była w województwie częstochowskim. Przed 1975 rokiem Niwy należały do gminy Boronów.
Miejscowość podlega wraz z przylegająca do niej wioską Okrąglik do sołectwa Drogobycza.
Niwy są wioską, wokół której roztaczają się lasy należące do Nadleśnictwa Koszęcin. Ma ona charakter wielodrożnicy. Na jej terenie znajduje się niewielka liczba domków letniskowych. Cała miejscowość znajduje się także na terenie parku krajobrazowego Lasy nad Górną Liswartą.
Przez miejscowość przebiega Szlak Józefa Lompy.